# René Daalder
René Daalder (Texel, 3 maart 1944 – Ventura County, Californië, 31 december 2019) was een Nederlands schrijver en filmregisseur.

## Biografie
Daalder werd geboren op Texel. Hij studeerde in de jaren 60 aan de Nederlandse Filmacademie, waar hij met Frans Bromet, Rem Koolhaas, Samuel Meijering en Jan de Bont tot de toonaangevende studenten behoorde. In 1969 maakte hij zijn debuutspeelfilm De blanke slavin, die flopte. Hierna verhuisde hij naar de Verenigde Staten. Daar werkte hij in 1975 samen met de eveneens daarheen verhuisde Boudewijn de Groot, die hij nog kende als medestudent van de filmacademie. Samen schreven ze het album Waar ik woon en wie ik ben. Daalder was hierop medeverantwoordelijk voor de teksten en de productie.
In Amerika raakte Daalder bevriend met cultregisseur Russ Meyer. Via hem wist hij in 1976 zijn eerste Amerikaanse film Massacre at Central High te produceren. Die groeide uit tot een cultklassieker, evenals de punkrockmusical Population: 1 uit 1986, de film Habitat uit 1997 en de horrorfilm Hysteria uit 1998. Daalder regisseerde daarnaast de 17 minuten durende videoclip voor het nummer Brother Where You Bound van Supertramp.
In 2006 maakte hij de documentaire Here Is Always Somewhere Else over de in 1975 verdwenen kunstenaar Bas Jan Ader. Hetzelfde jaar verscheen de documentaire Terrestrials, over de ruimtevaart en Timothy Leary. Tevens werkte hij jaren aan een 3D-animatiefilm rond liedjes van The Beatles, maar uiteindelijk zou het hem niet lukken deze film te realiseren. 
In de 21e eeuw richtte Daalder met Folkert de Gorter de internetsites Space Collective en Cargo Collective op. Daarop worden informatie en ideeën uitgewisseld over de huidige toestand van onze soort, de technologie, onze planeet en het universum. Aan het project dragen ruim 2500 mensen bij. Universiteiten, architectuur- en ontwerpscholen voeren projecten uit op de site.
In de laatste jaren van zijn leven leed hij aan een combinatie van de ziekte van Alzheimer en de ziekte van Parkinson. Daalder overleed op oudejaarsdag 2019 op 75-jarige leeftijd.